# Karolina Lanckorońska
Contesa Karolina Maria Adelajda Franciszka Ksawera Małgorzata Edina Lanckorońska (pronunție poloneză: [ka.rɔˈlʲi.na lant͡skɔˈrɔɲska]; n. 11 august 1898, Gars am Kamp⁠(d), Austria Inferioară, Austro-Ungaria – d. 25 august 2002, Roma, Italia) a fost o femeie poloneză, istoric și luptător de rezistență al celui de-al Doilea Război Mondial.
Lanckorońska a lăsat moștenire enorma colecție de artă a familiei sale Poloniei abia după ce patria sa a devenit eliberată de comunism și de dominația sovietică în timpul Revoluțiilor din 1989. Colecția Lanckoronski poate fi văzută acum, în cea mai mare parte, în Castelul Regal din Varșovia și Castelul Wawel din Cracovia.

## Viață
Lanckorońska s-a născut în Gars am Kamp, Austria Inferioară, fiica contelui Karol Lanckoroński, un nobil polonez dintr-o familie galică, și a treia soție a sa, contesa Margarethe Lichnowsky von Woschütz, fiica prințului Karl Max Lichnowsky.

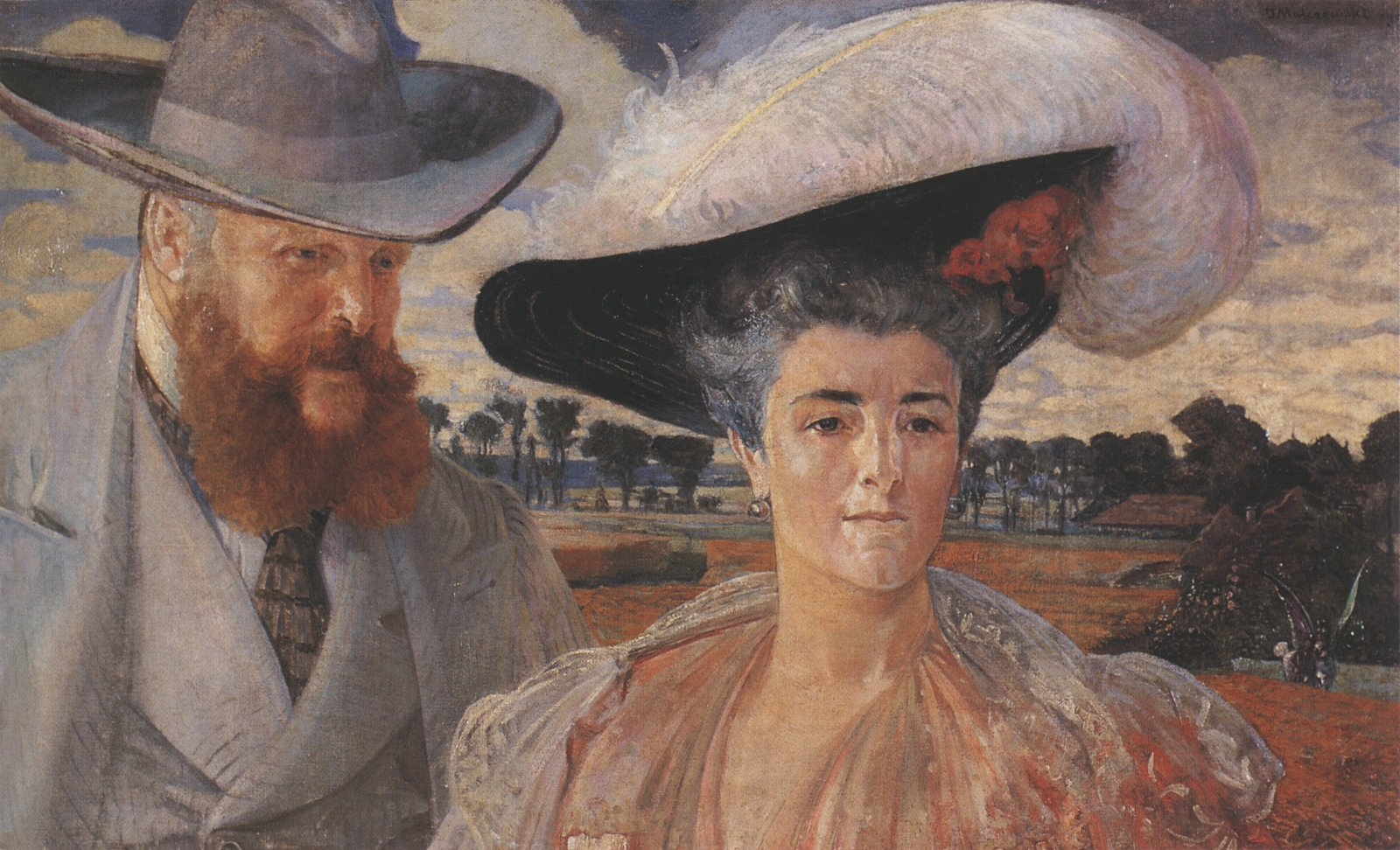
Părinții Karolinei Lanckorońska, pictură realizată de Jacek Malczewski

A crescut și a fost educată la Viena (capitala Imperiului Austro-Ungar, din care făcea parte o mare parte din Polonia împărțită), unde a urmat universitatea. A locuit la palatul familiei sale, Palais Lanckoroński. După ce Polonia și-a recâștigat independența în 1918, Lanckorońska a predat la Universitatea din Lwów. Si-a câștigat doctoratul în Istoria Artei în 1934, recunoscut în 1936 de Ministerul Educației din Polonia.
În urma invaziei Poloniei, inclusiv a Lwów, de către Armata Roșie sovietică, împreună cu atacul asupra Poloniei de către Germania nazistă în septembrie 1939, a fost martoră directă la teroarea și atrocitățile comise de sovietici și naziști, pe care le-a descris mai târziu în Memoriile de razboi.
Lanckorońska a fost activă în rezistența poloneză și a fost arestată, interogată, torturată, judecată și condamnată la moarte la închisoarea Stanisławów. În timpul șederii ei acolo, șeful Gestapo-ului local, Hans Krueger, i-a mărturisit că a ucis 23 de profesori de la Universitatea din Lwów, o crimă de război pe care ea și-a făcut misiunea să o publice.
Karolina a fost eliberată din închisoarea Stanisławów prin mijlocirea vărului ei îndepărtat, nobilul și muzicianul Roffredo Caetani, care, auzind de arestarea acesteia, a intervenit la soția moștenitorului tronului Italiei. Himmler însuși a ordonat apoi arestarea ei după ce a fost deranjat de protestele guvernului italian cu privire la maltratarea acesteia.
Lanckorońska a fost apoi trimisă în lagărul de concentrare pentru femei Ravensbrück. Ea a supraviețuit și imediat după eliberare în 1945 și-a scris memoriile de război. După război, a părăsit Polonia și a locuit la Fribourg, Elveția, iar mai târziu, până la moartea ei, la Roma.
Nu a dorit ca memoriile ei de război să fie publicate în timpul vieții. Cu toate acestea, după multă convingere, a consimțit să fie publicată în Polonia, de către Editura Znak din Cracovia, în 2001, cu doar un an înainte de moartea acesteia. Cartea, a cărei versiune britanică se intitulează Those Who Trespass against Us: One Woman's War against the Nazis, s-a vândut în peste 50.000 de exemplare în original polonez și se vinde acum bine în engleză. Ediția americană a fost publicată în format cartonat în primăvara anului 2007 de Da Capo Press (Perseus Publishing Group) sub noul titlu, Michelangelo in Ravensbrück.
În 1967, Lanckorońska a înființat Fundația Lanckoroński, care promovează și sprijină cultura poloneză, acordând peste un milion de zloți pe an (330.000 USD) pentru burse, publicarea de cărți învățate, cercetarea arhivelor poloneze în țări precum Lituania, Belarus și Ucraina, proiecte similare.

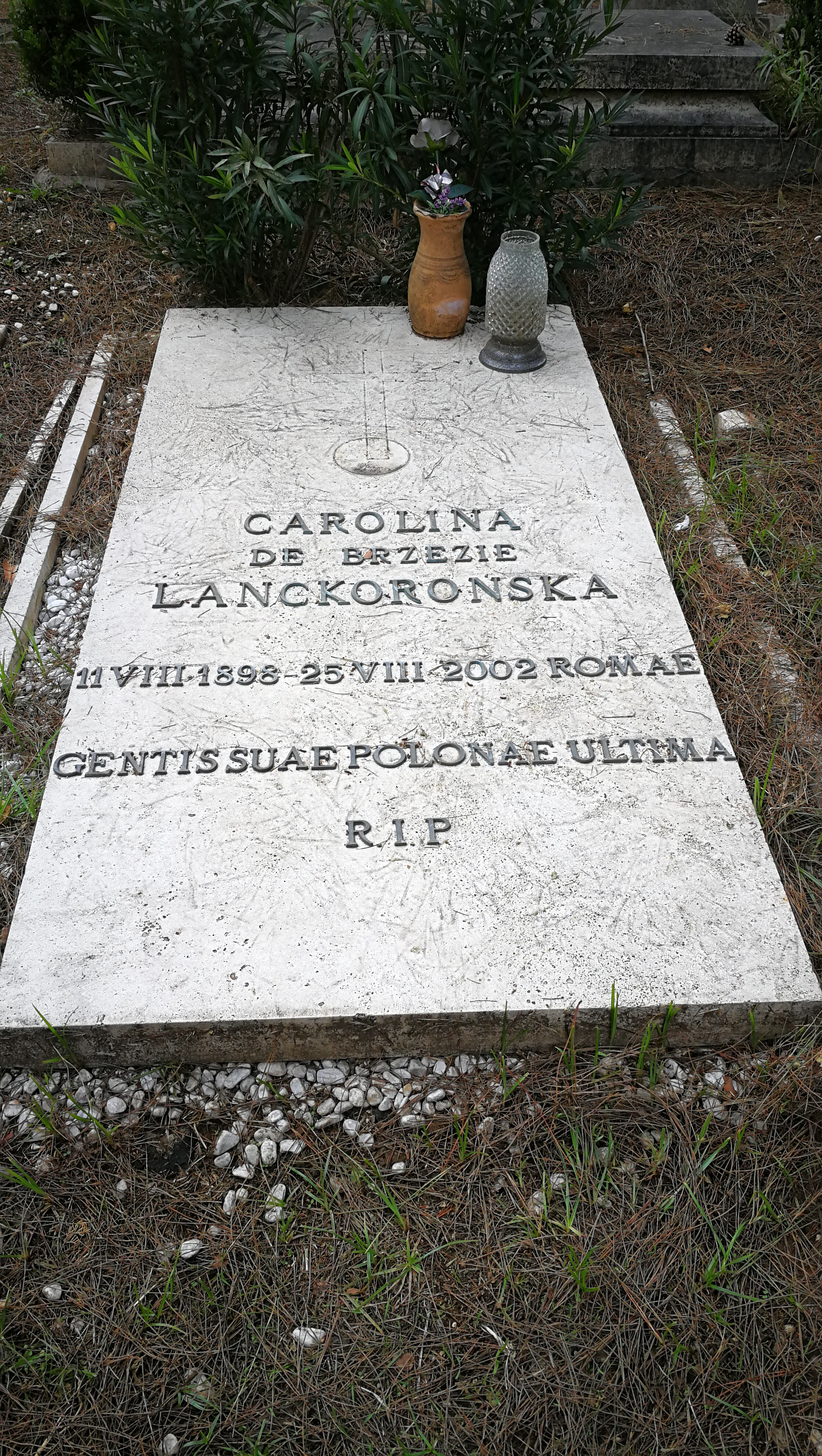
Piatra funerară a profesoarei Karolina Lanckorońska la Cimitirul Campo Verano din Roma

Contesa Karolina Lanckorońska a murit în 2002 la Roma (Italia), la vârsta de 104 ani, și a fost înmormântată la Campo Verano. Locul ei final de odihnă este situat în cartierul 38 (numit și cartierul străinilor - riquadro stranieri) din sectorul XIX Vecchio Reparto. 

## Lucrări

Stema conților Lanckoroński

- Karolina Lanckorońska, Wspomnienia wojenne („Memorii de război”), Cracovia, Editura Znak, 2001, ISBN: 83-240-0077-1
- Karolina Lanckorońska, Mut ist angeboren („Curajul este înnăscut”), Viena, Boehlau Verlag, 2003, ISBN: 3-205-77086-2
- Karolina Lanckorońska, Those Who Trespass against Us: One Woman's War against the Nazis, Pimlico, 2006, ISBN: 1-84413-417-2, 366 pp.
- Karolina Lanckorońska, Michelangelo în Ravensbrück: Războiul unei femei împotriva naziștilor, tradus din poloneză de Noel Clark, Merloyd Lawrence Books / Da Capo, 2007, 341 p., ISBN: 978-0306816116

## Distincții și premii
- Marea Cruce a Ordinului Polonia Restituta (1991)
- Crucea Valorii (1942)
- Crucea de Merit din bronz cu spade (1946)
- Crucea armată de acasă (1968)
- Ordinul Național de Merit al Republicii Italiene (1997)
- Crucea de Comandor cu Stea a Ordinului „Sf. Grigorie cel Mare”, decernată de papa Ioan Paul al II-lea pentru cea de-a 100-a aniversare
- Doctor onorific al Universității Jagiellone (1983),[11] Universitatea poloneză din străinătate (1988), Universitatea din Wrocław (1990)[12]

## Vezi si
- Listă de polonezi celebri